# Hannah Luise von Rothschild

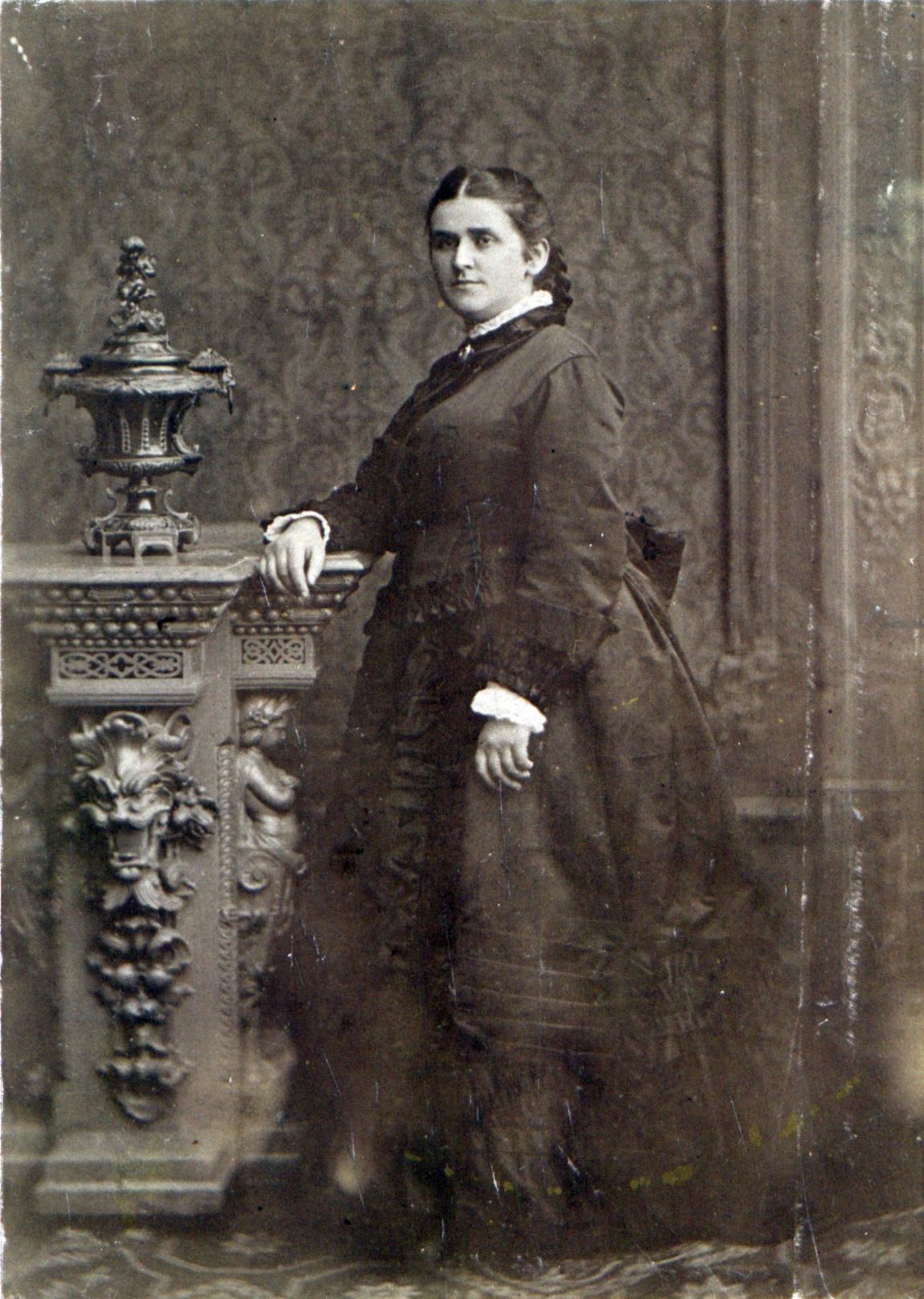
Hannah Louise von Rothschild

Hannah Luise von Rothschild, auch Hannah Louise (* 9. November 1850 in Frankfurt am Main; † 23. März 1892 ebenda) war ein Mitglied der Familie  Rothschild und eine bedeutende Stifterin in Frankfurt am Main.

## Leben
Von Rothschild war die fünfte von sieben Töchtern des Bankiers Mayer Carl von Rothschild und seiner Ehefrau Louise. Sie war ihrer Heimatstadt eng verbunden, blieb aber, anders als ihre Schwestern, zeitlebens unverheiratet. Sie wuchs in einem wohlhabenden jüdisch-bürgerlichen Elternhaus auf, auf dessen gesellschaftliches Engagement zahlreiche Sammlungen und Stiftungen in Frankfurt zurückgehen. Sie kümmerte sich 1870/1871 gemeinsam mit ihren Schwestern in einem von ihrer Mutter gegründeten Hospital um verwundete Soldaten und „unterstützte viele soziale und kulturelle Einrichtungen sowohl der Israelitischen Gemeinde als auch zum Wohle aller Bewohner Frankfurts.“ Ihre bekanntesten Gründungen waren:
- 1887 die Freiherrlich Carl von Rothschild’sche öffentliche Bibliothek, die auf der Familienbibliothek aufbaute, und
- 1890 das Carolinum, eine medizinische und zahnärztliche Einrichtung zur Beratung und Behandlung bedürftiger Menschen.

Die Benennung der Bibliothek und des Carolinum erfolgten beide zu Ehren ihres verstorbenen Vaters, und in beiden Einrichtungen arbeitete Hannah-Louise auch selber mit. Sie hatte für das Carolinum eine Million Goldmark für die Errichtung und Ausstattung gespendet und beteiligte sich als Krankenschwester vor allem an der Behandlung zahnkranker Patienten.

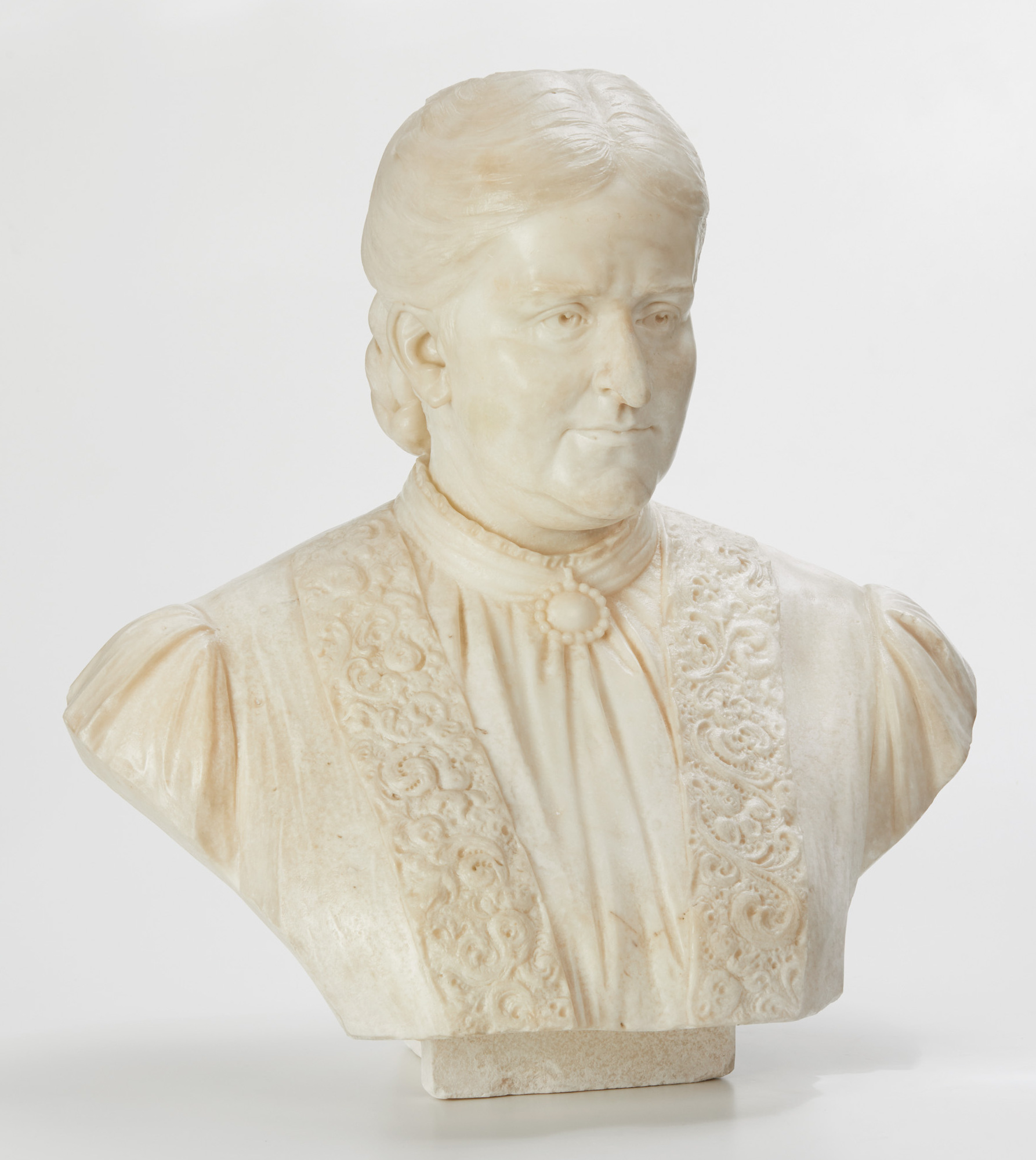
Marmorbüste der Hannah Louise von Rothschild, die nach deren Tod von dem Bildhauer Gustav Martin Herold (1839–1927) angefertigt worden war. Die Büste befindet sich im Frankfurter Jüdischen Museum.

Von Rothschild verstarb unerwartet im Alter von erst 41 Jahren. Sie ist auf dem jüdischen Friedhof in der Rat-Beil-Straße in Frankfurt am Main begraben. In einem Nachruf auf sie hieß es:

„Wenn die korpolente Dame mit den freundlichen Gesichtszügen auf dem eigenhändig gelenkten Ponyeinspänner durch die Straßen fuhr, wurde sie von Jedermann erkannt und gern gesehen. So einfach und zurückgezogen auch die Lebensführung des Freifräulein Hannah-Louise war, so wenig man auch in der Öffentlichkeit von ihrer Mildtätigkeit erfuhr, da sie das Geräusch vermied und z. B. grundsätzlich ihren Namen nicht in den Beitragslisten der Zeitungen bei öffentlichen Sammlungen sehen wollte, man wusste doch zur Genüge, welche barmherzige Freundin alle Armen in der Baronesse besaßen, welch' edle Wohltäterin sie war.“

Am 23. März 1893 fand in Anwesenheit von Vertretern des Magistrats und anderer Behörden und Körperschaften die feierliche Einweihung eines Grabdenkmals für sie statt. Rudolph Plaut, der Rabbiner der Israelitischen Gemeinde, der bereits ein Jahr zuvor die Trauerrede für sie gehalten hatte würdigte sie mit den Worten:

„Offen waren Hand und Herz, wo es galt, menschenfreundliche Liebe und hilfreiche Mildthätigkeit zu üben. Wie viele Bedrängte fanden bei ihr eine schützende Zuflucht, wie so manchem Verlassenen wurde sie eine Trösterin, wie vielen Armen eine untermüdliche Wohlthäterin! … Die Stiftungen, welche die uns allen allzufrüh durch die unerbittliche Hand des Todes Entrissene ins Leben gerufen hat, sind lichtvolle Schöpfungen unter den Wohlthätigkeitsanstalten unserer Vaterstadt, die nie erlöschen werden, sondern das Andenken an ihre Schöpferin als glanzvolle Sterne fortleuchten lassen.“

Nach ihrem Tod sorgten ihre Mutter und ihre Schwestern für den Fortbestand der Stiftungen, denen durch königlichen Erlass vom 1. April 1893 auf Grund der Statuten vom 28. Dezember 1892 die Rechte einer juristischen Person verliehen worden waren. Der Bestand der Rothschild’schen Bibliothek hat den Zweiten Weltkrieg unbeschadet überstanden und ist heute Teil der Universitätsbibliothek Johann Christian Senckenberg. Das Carolinum gehörte 1914 zu den Gründungsinstitutionen der Königlichen Universität zu Frankfurt am Main, aus der später die Goethe-Universität wurde. Die heute als Zentrum der Zahn-, Mund- und Kieferheilkunde (Carolinum) (ZZMK) firmierende Gemeinnützige GmbH erinnert in ihrem Namen an die Ursprünge, wird aber nicht mehr von der ehemaligen Stiftung betrieben. Die Stiftung Carolinum unterstützt aber weiterhin die Arbeit des ZZMK. Eine Stele auf dem Gelände vor Haus 29 des Universitätsklinikums der Goethe-Universität Frankfurt in unmittelbarer Nähe zum Eingang des ZZMK erinnert an dessen Gründerin und die Geschichte der Einrichtung.

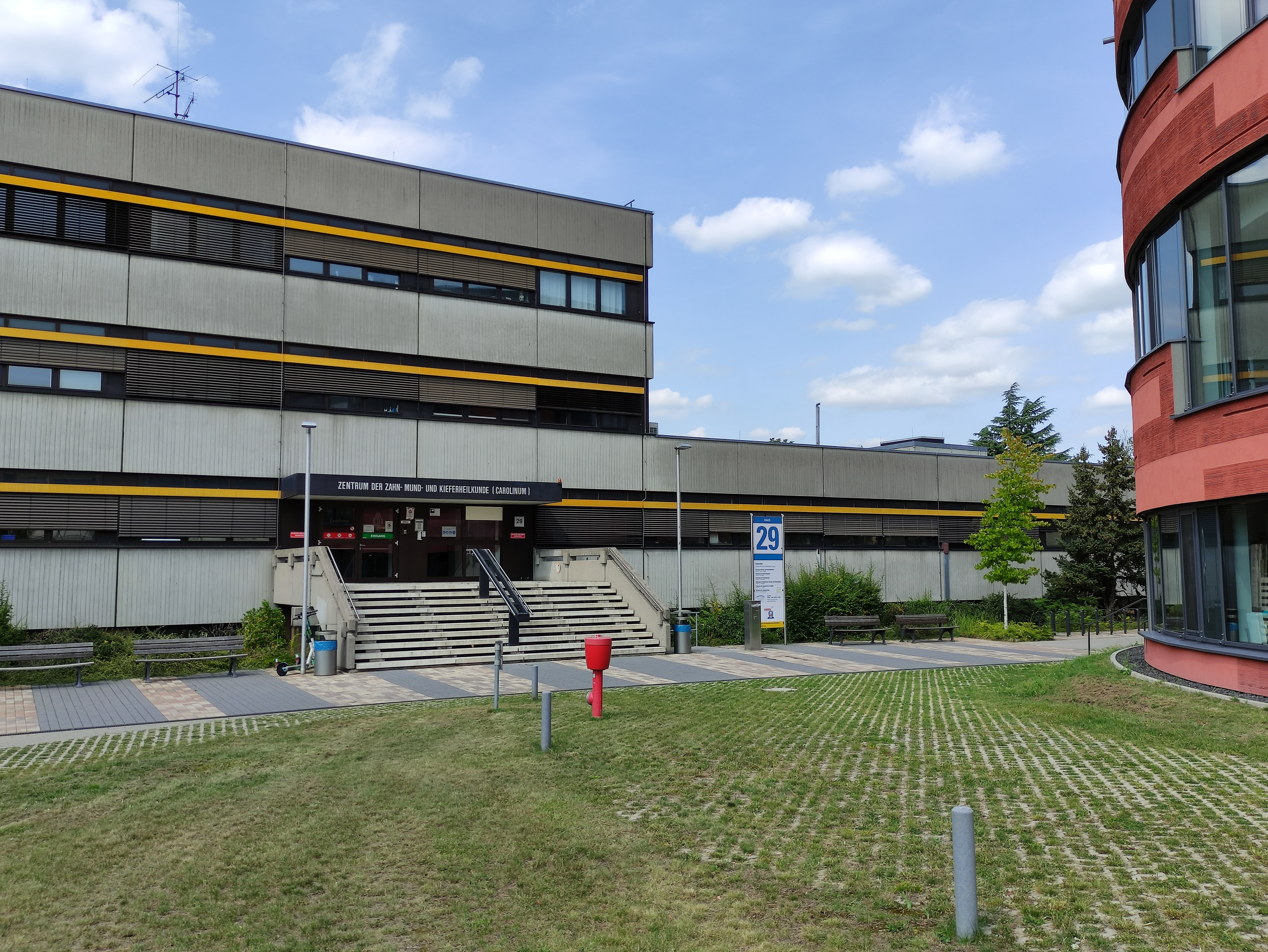
Eingang zu Haus 29 des Universitätsklinikums der Goethe-Universität Frankfurt, dem Zentrum der Zahn-, Mund- und Kieferheilkunde (Carolinum) (ZZMK)
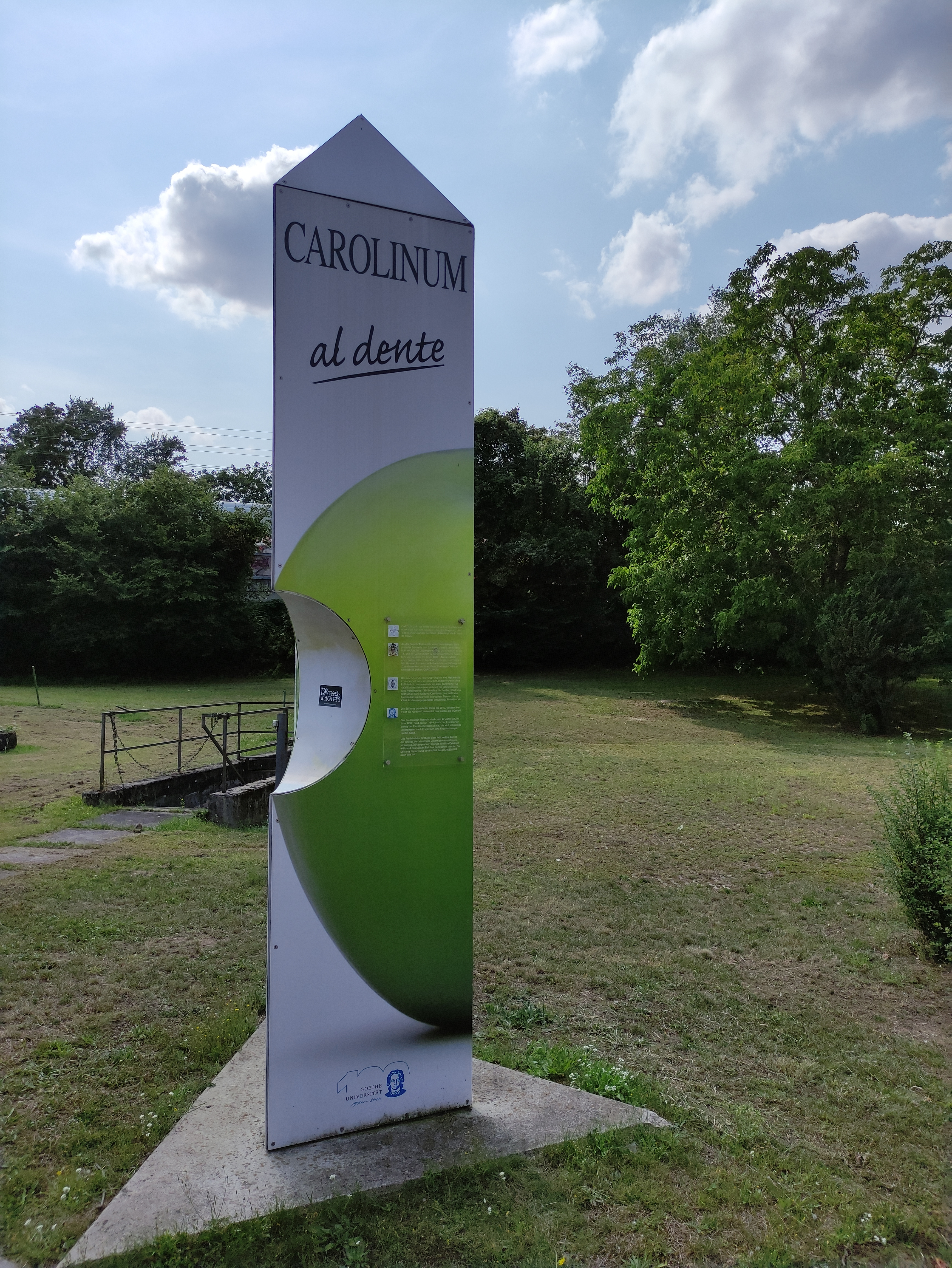
Vorderseite der Stele
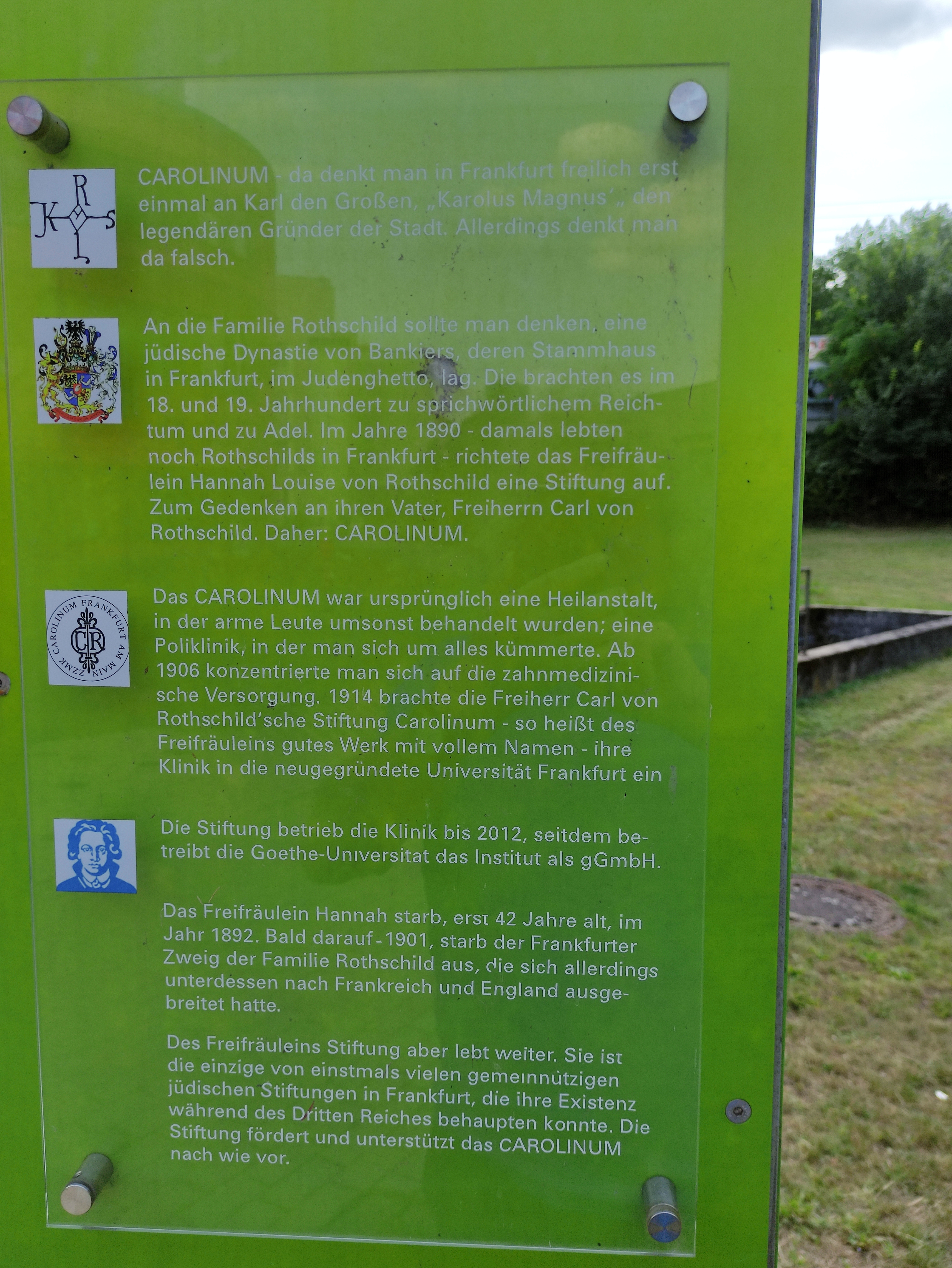
Informationen zur Geschichte des Carolinum